# Tomasz Łysiak
Tomasz Łysiak (ur. 9 grudnia 1970 w Warszawie) – polski pisarz, dziennikarz, publicysta, scenarzysta i aktor. Twórca radiowej audycji satyrycznej DeDektyw Inwektyw. Współzałożyciel Stowarzyszenia Sióstr i Braci Henryka II Pobożnego i ks. Anny Śląskiej.

## Radio
Od 1993 wygłaszał cotygodniowe felietony „Jaka głowa taka mowa” na antenie Radia WAWA. Zbiór felietonów został wydany w formie książki przez wydawnictwo Von Boroviecky.
Od 1996 prowadzi codzienną, poranną audycję satyryczną „DeDektyw Inwektyw”. Audycja była emitowana nieprzerwanie od listopada 1996 do kwietnia 2021 (do momentu odejścia Łysiaka z radia WAWA). Wybór nagrań został wydany przez Radio WAWA na płytach z okazji jubileuszu 15-lecia w 2011.
Od 2024 jest dyrektorem programowym internetowego Radia Republika.

## Literatura
Tomasz Łysiak jest autorem Trylogii Szalbierskiej – „Szalbierz” (2007), „Bliznobrody” (2008), „Psy Tartaru” (2010). Akcja tych trzech części, osadzonych w realiach średniowiecznej Polski, rozgrywa się podczas najazdu Tatarów z 1241 r.
W 2008 opowiadanie „Dwunasta zapałka” otwierało zbiorczą pracę wydaną przez NCK z okazji 90. rocznicy odzyskania niepodległości – „Jedenastu dzielnych ludzi”. W 2013 ukazała się powieść „Cytadela” (wyd. NCK) opowiadająca o okresie manifestacji patriotyczno-religijnych w Warszawie tuż przed wybuchem powstania styczniowego. Książka zdobyła tytuł „Najpiękniejszej książki roku” w 54. konkursie Warszawskich Targów Książki.
W albumie „I wojna światowa nad Sanem”, wydanym w 2014 przez Muzeum Regionalne w Stalowej Woli, z okazji setnej rocznicy rozpoczęcia Wielkiej Wojny znalazł się esej „Dwa pierścionki. Rzecz o Władysławie Leśniaku”. Nagroda literacka miasta Stalowej Woli 2014 „Gałązka sosny”. W 2015 ukazał się w formie książkowej zbiór esejów historycznych „Medalion na pancerzu” (wyd. Prohibita).
W 2018 ukazała się książka „Sybir. Zesłanie Józefa P.”, w zbeletryzowanej formie przedstawiająca losy Józefa Piłsudskiego z czasów jego zsyłki na Syberię.

## Publicystyka

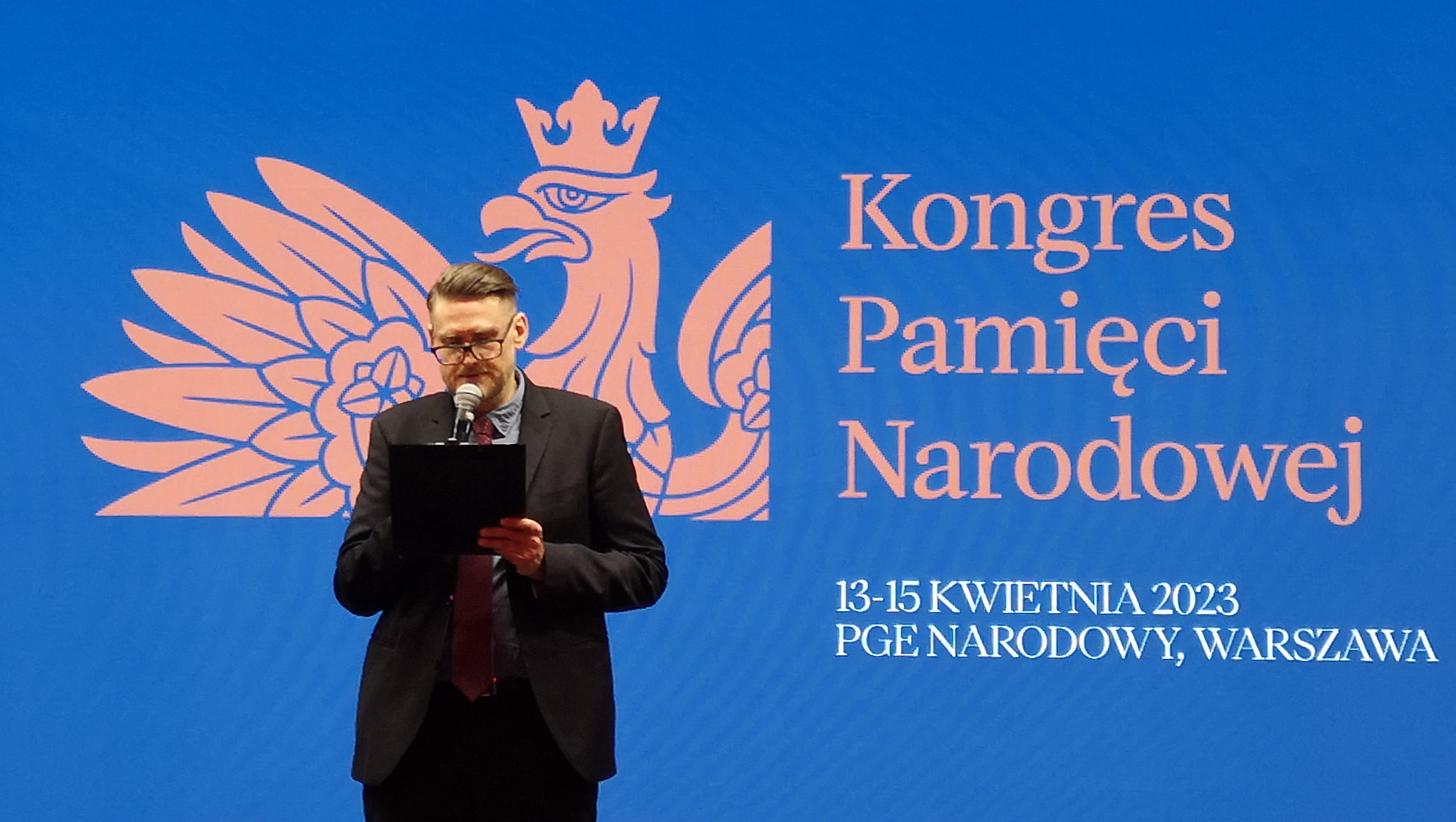
Tomasz Łysiak (2023)

W latach 90. XX wieku publikował teksty i rysunki na łamach tygodnika „Nowe Państwo”, w którym był szefem działu kultury. Pisał felietony w dzienniku „Życie” (2004–2005) oraz jego dodatku weekendowym „Warszawiaku”.
Jest publicystą i felietonistą tygodnika „wSieci”. Publikuje w tygodniku „Gazeta Polska”, w którym od stycznia 2016 r. jest szefem działu Historia. Twórca i redaktor comiesięcznego dodatku „Gazeta Polska. Historia. Drogi do niepodległości”.

## Telewizja
Od 2016 wraz z Robertem Kaczmarkiem, prowadzi na antenie TVP cykl programów „Nakręceni na dokument”. Program prezentujący archiwalne filmy dokumentalne o historii Warszawy.
Od 2017 współprowadzi na antenie TVP3 Warszawa (obecnie z historykiem dr. Krzysztofem Rakiem) cykl rozmów o historii i kulturze „CHiP – Cywilizacja, Historia i Polityka. Rozmowy niecodzienne”. Jest autorem cyklu o nieznanych historiach Warszawy – „Warszawa mówi” dla TVP3 Warszawa.

## Film
Tomasz Łysiak jest autorem scenariusza do promującego Polskę filmu „Polska na trzech ekranach” (reż. Andrzeja Kałuszko), który był głównym elementem wystawy polskiego pawilonu na EXPO 2008 w Saragossie; scenarzystą trzech fabularyzowanych dokumentów w reż. Macieja Pawlickiego „Śluby rycerskie” (2011) – o soborze w Konstancji i postaci Pawła Włodkowica; „Dybowski 1863” (2013) – o aresztowaniu przez władze carskie Benedykta Dybowskiego i „Hołd carów” (2013) – o hołdzie Szujskich. Jest głównym scenarzystą filmu fabularnego „Legiony” w reż. Dariusza Gajewskiego. Obrazu pokazującego przez pryzmat doświadczeń młodych żołnierzy legionistów czasy odzyskiwania niepodległości. Jako współautor (wraz z Marcinem Wolskim, Antonim Krauze, Maciejem Pawlickim) uczestniczył w pracach nad scenariuszem filmu „Smoleńsk” (2014) w reż. Antoniego Krauzego.
Jest scenarzystą i narratorem serialu dokumentalnego „Cud Wisły” (2020), opowiadającego o bitwie warszawskiej z okazji stulecia zwycięstwa nad bolszewikami w 1920. Autor dokumentu „Noc Belwederska”, opisującego w formie reportażu wydarzenia związane z wybuchem powstania listopadowego, które rozgrywały się w Warszawie w 1830.
Za „Legiony” został nagrodzony, wraz z Maciejem Pawlickim i opozycjonistą solidarnościowym Adamem Borowskim, Drzwiami do Wolności na XI Międzynarodowym Festiwalu Filmowym NNW.

## Polityka
Wszedł w skład komitetu wspierającego kandydaturę Karola Nawrockiego na prezydenta RP w wyborach w 2025.

## Życie prywatne
Żonaty z Magdaleną. Jest synem pisarza Waldemara Łysiaka, a także ojcem reżysera Tadeusza Łysiaka.

## Wybrana filmografia
- 1991: Cynga – Andrzej Klonowicz vel Józef Głażewski
- 1993: Żegnaj Ameryko! (Auf wiedersehen Amerika) – polski celnik
- 1993: Pora na czarownice – Tomek
- 1993: Pożegnanie z Marią – Piotr
- 1993: Samowolka – Wicek Dziuba
- 1994: Piękna warszawianka (La Belle de Varsovie) – Amerykanin
- 1999: Tygrysy Europy
- 2008: Polska na trzech ekranach – scenarzysta
- 2013: Dybowski 1863 – scenarzysta
- 2013: Śluby rycerskie – scenarzysta
- 2014: Smoleńsk – scenarzysta
- 2019: Legiony – scenarzysta

## Publikacje
- Szalbierz – powieść awanturnicza z XIII wieku, cz. I cyklu Kroniki Szalbierskie, Warszawa 2007, ISBN 978-83-926413-0-8.
- Bliznobrody – cz. II cyklu Kroniki Szalbierskie, Warszawa 2008, ISBN 978-83-926413-4-6.
- Psy Tartaru – cz. III cyklu Kroniki Szalbierskie, Warszawa 2010, ISBN 978-83-926413-1-5.
- Cytadela – I tom powieści Nieśmiertelni, Warszawa 2013, ISBN 978-83-63631-94-9.
- Medalion na pancerzu, Warszawa 2015, ISBN 978-83-61344-87-2.

## Odznaczenia
- Medal „Pro Bono Poloniae”: 2022[11]